# جوزيف بي. إلي
جوزيف بي. إلي هو محامي وسياسي أمريكي، ولد في 22 فبراير 1881 في ويستفيلد في الولايات المتحدة، وتوفي بنفس المكان في 13 يونيو 1956. نشط حزبياً في الحزب الديمقراطي. وقد انتخب حاكم ماساتشوستس ‏ (8 يناير 1931 – 3 يناير 1935).